# Farancia erytrogramma
Farancia erytrogramma — вид неотруйних змій родини вужеві.

## Опис
Farancia erytrogramma має гладкі, блискучі лусочки на спині блакитно-чорного забарвлення, з трьома червоними смугами по боках. Дорослі можуть мати жовті плями з боків і на голові.
Вони, як правило, виростають до повної довжини (разом з хвостом) 91-122 см, хоча деякі зразки були зареєстровані 168 см завдовжки. Самиці більші, за самців.

## Спосіб життя
Farancia erytrogramma проводить більшу частину свого життя у воді, ховаючись у водній рослинності. Змія є хорошим плавцем, а також вміє, ховатися у мулі і піску. Живиться, в основному, вуграми, але і полює на дрібних жаб, пуголовків і саламандр. Змія їсть свою здобич живою, як правило, ковтаючи її цілком.

## Поширення
Змія поширена у США з півдня Меріленду до південного сходу Луїзіани, у тому числі у Східній Вірджинії, Північній Кароліні, Південній Кароліні, Джорджії, Північної Флориді, Алабамі і Міссісіпі. Невелика популяція колись населяла район озера Окічобі в південній Флориді, але була оголошена вимерлою 5 жовтня 2011.